# 屈肌喉盤魚
屈肌喉盤魚（學名：Flexor incus），為輻鰭魚綱喉盤魚目喉盤魚科的其中一種，於2018年由凱文·W·康威（Kevin W. Conway）、安德魯·L·斯圖爾特（Andrew L. Stewart）和亞當·P·薩默斯（Adam P. Summers）根據對佩馬德克群島拉烏爾島（Raoul Island）和埃斯佩蘭斯的模式標本進行描述。分布於西太平洋澳洲、紐西蘭和新喀里多尼亞海域，深度0至28公尺，本魚體延長，前部平扁，後部側扁，體不被鱗，覆有粘液層，在身體最前部下方有一小的雙黏性圓盤，體粉紫色至灰色，鼻孔周圍和吻尖有淺色區域，虹膜紅色，體長可達2.7公分，棲息在潮間帶礁石區，屬底棲性魚類，生活習性不明。